# Louis-Marie de Belleyme
Louis-Marie de Belleyme est un juriste et homme politique français né à Paris le 16 janvier 1787 et mort dans la même ville le 24 février 1862. Il est l'avant-dernier préfet de police de Charles X.

## Biographie

### Jeunesse
Louis Marie Maurice de Belleyme voit le jour à Paris le 16 janvier 1787. Issu d'une famille du Périgord, il est le fils de Pierre de Belleyme, un officier du génie, chef de la division topographique aux archives et collaborateur de Cassini.
Élève au collège des Quatre-Nations, puis de l'académie de législation, il est reçu avocat à Paris le 17 juillet 1807. Il s'avère être un improvisateur habile et d'un talent oratoire certain. Plein de tact et de maîtrise, il excelle dans son art. Il débute dans la magistrature sous la Restauration, comme substitut du procureur du roi à Corbeil le 28 novembre 1814.

### Débuts sous la Restauration
Après avoir fait ses preuves, il devient successivement conseiller auditeur à la Cour royale de Paris, en 1815, procureur du roi à Pontoise, en 1816, à Versailles, en 1819, juge d'instruction et vice-président du tribunal de la Seine, en 1824, ainsi que procureur du roi au même tribunal, en 1826.
Louis-Marie de Belleyme est décoré de la Légion d'honneur, le 1er août 1821. Il est candidat aux élections du 17 novembre 1827, dans l'arrondissement de Périgueux, il est battu.
En novembre 1827, il fait preuve d'indépendance et de fermeté en prenant des sanctions contre les gendarmes qui avaient fait preuve de violences excessives lors de la fusillade de la rue Saint-Denis. Cette prise de position attire l'attention du nouveau cabinet Martignac. Ce dernier le nomme, le 17 janvier 1828, préfet de police.

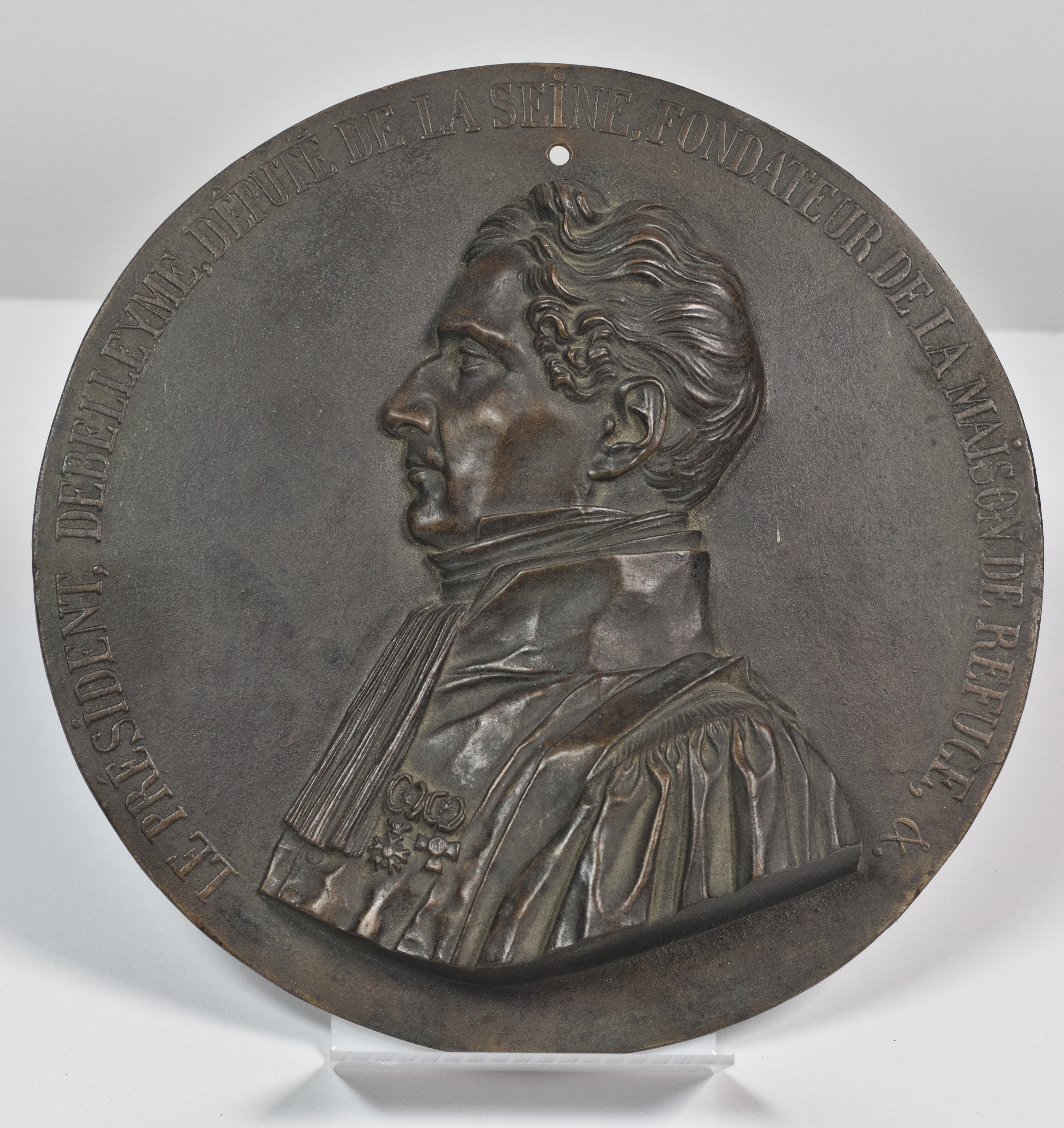
Médaille célébrant Louis-Marie de Belleyme, « député de la Seine, fondateur de la maison de refuge ».

Dès sa prise de fonctions, il abolit l'espionnage politique et donne un uniforme aux agents de la police secrète. Il aménage et réglemente les services de la voirie, des étalages, de la police des spectacles, des voitures de place et des approvisionnements. Il organise le corps des sergents de ville et fait établir les omnibus. Il travaille à l'extinction de la mendicité en créant notamment des maisons de refuge.

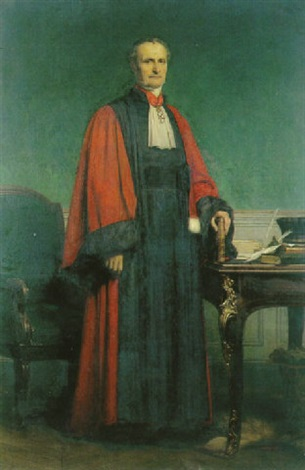
Portrait de Louis-Marie de Belleyme, par Charles Jalabert (1857).

Il est élu député et entre à la Chambre le 4 juillet 1829, par le collège du département de la Dordogne. Malgré les regrets du roi Charles X, il donne sa démission de son poste de préfet de Police. Il est nommé président du tribunal civil de la Seine le 13 août 1829, ce qu'il reste pendant 28 ans, jusqu'à sa première retraite à 70 ans en 1857. À la Chambre, il siégea au centre droit, et ne signa pas l'adresse des 221. Après la dissolution de la Chambre, il n'est pas réélu.

### Ralliement à lamonarchie de Juillet
Après les Trois Glorieuses, on le retrouve chef de bataillon dans la 7e légion de la Garde nationale de Paris. Il se présente aux élections du 5 juillet 1831, mais échoue. Mais le 28 septembre suivant, il est élu dans la Seine en remplacement de Casimir Perier. Il échoua de nouveau en 1834 et 1837, mais il est élu le même jour en Dordogne, il sera réélu jusqu'en 1848, sans interruption.

### Fin de carrière
À sa première retraite en 1857, le gouvernement impérial le nomme le 29 décembre 1856 conseiller à la Cour de Cassation. À 75 ans, il est admis pour la deuxième fois à la retraite le 19 janvier 1862, un mois avant sa mort.
Louis-Marie de Belleyme meurt à Paris, la ville qui l'avait vu naître, le 24 février 1862, à l'âge de 75 ans. Il est enterré au Père-Lachaise.
On lui doit des notes et plusieurs ouvrages de jurisprudence, notamment, des Ordonnances sur requêtes et sur référés selon la jurisprudence du tribunal en première instance du département de la Seine, un recueil de formules, suivies d'observations pratiques.

## Famille
Louis-Marie de Belleyme épousa en 1813 Amélie Guyot de Villeneuve (1797-1861), d'une ancienne famille parisienne qui avait donné plusieurs échevins à la capitale, tante de Gustave Guyot de Villeneuve, fille de François Guyot de Villeneuve (1766-1848), propriétaire du domaine des Prés et de l'hôtel d'Hallwyll, et de Charlotte Goblet (1775-1851). Ils eurent deux fils :
- Pierre Louis Charles (1814-1871), qui épousa Augustine Marie Adèle Bessirard de La Touche (1822-1899) ;
- Charles Adolphe (1818-1864), qui épousa en 1845 Jeanne Eugénie Borderes (1826-1846).

## Décorations et honneurs
| Commandeur de l'ordre royal de la Légion d'honneur. | Sous-officier de l'ordre de l'Aigle rouge. |

- Légion d'honneur :
  - Chevalier (1822) ;
  - Officier (1828) ;
  - Commandeur (1837) ;
- Sous-officier de l'ordre de l'Aigle rouge (1830).

Dès 1865, plusieurs rues du 3e arrondissement de Paris ont été regroupées pour former la rue Debelleyme. 

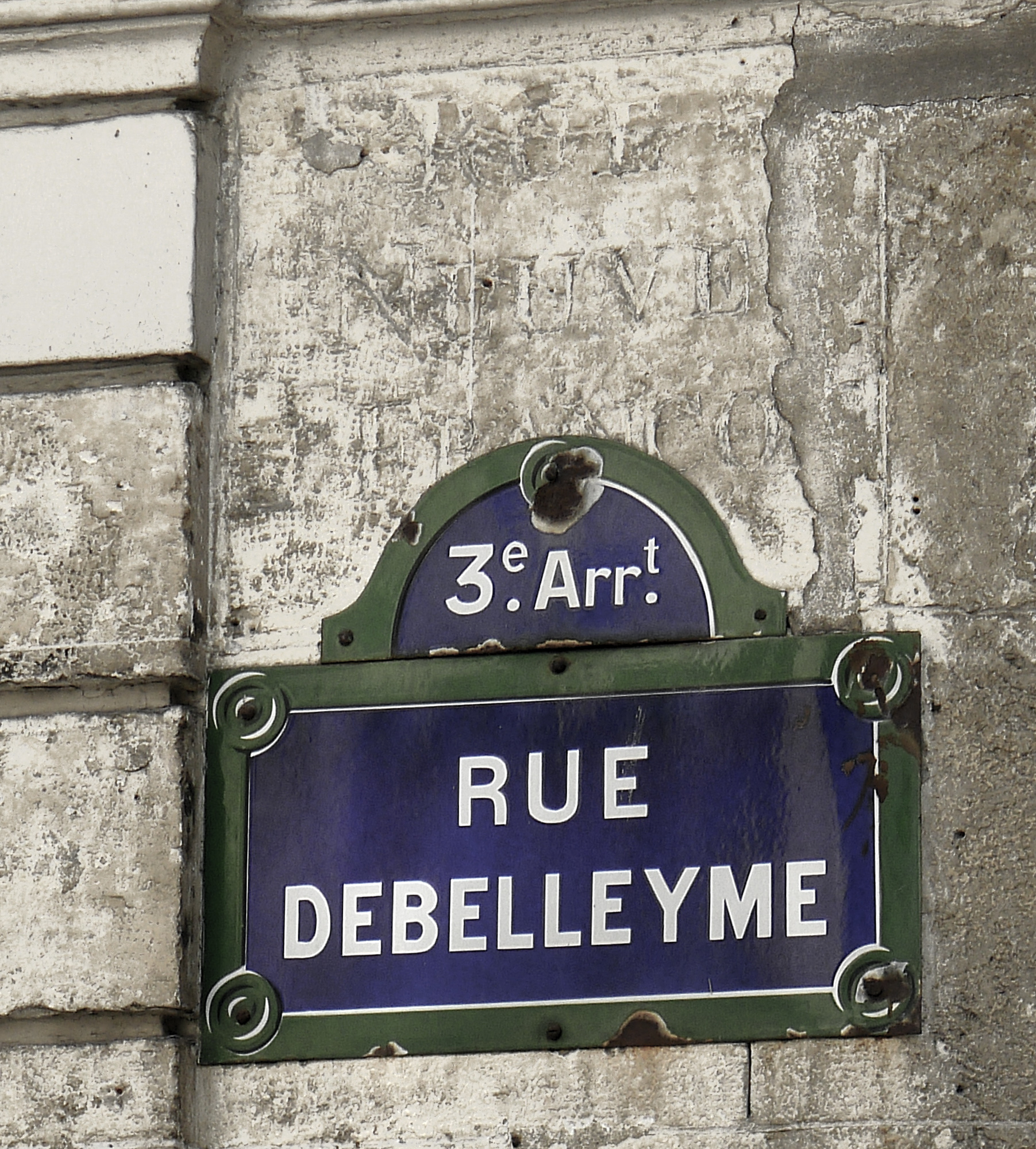
Plaque de rue et traces de l'ancien nom de la section de la rue Debelleyme, la « rue Neuve-Saint-François ».

## Sources
- « Louis-Marie de Belleyme », dans Adolphe Robert et Gaston Cougny, Dictionnaire des parlementaires français, Edgar Bourloton, 1889-1891 [détail de l’édition]